# رودولفو اورلاندینی
رودولفو اورلاندو اورلاندینی (اسپانیایی: Rodolfo Orlando Orlandini‎؛ ۱ ژانویهٔ ۱۹۰۵ – ۲۴ دسامبر ۱۹۹۰) یک بازیکن فوتبال، و سرمربی اهل آرژانتین بود.

## تیم ملی
وی همچنین در تیم ملی فوتبال آرژانتین بازی کرده است.